# Trần Vũ (huấn luyện viên bóng đá)
Trần Vũ (sinh 18 tháng 4 năm 1955 tại Đà Nẵng), biệt danh Vũ "đen" , là một huấn luyện viên bóng đá và cựu cầu thủ người Việt Nam. Ông là huấn luyện viên đưa đội bóng Quảng Nam - Đà Nẵng (tiền thân của câu lạc bộ Đà Nẵng hiện tại) lần đầu tiên vô địch quốc gia vào năm 1992 .

## Sự nghiệp cầu thủ
Trần Vũ từng là sinh viên Đại học Bách khoa nhưng bỏ sự nghiệp học hành để theo bóng đá . Ông bắt đầu sự nghiệp cầu thủ với đội bóng Công nhân Quảng Nam – Đà Nẵng vào năm 1976 khi 21 tuổi. Ông đã cùng đội bóng vô địch giải Trường Sơn 1976 (giải đấu dành cho các đội bóng miền Trung) và bản thân giành danh hiệu vua phá lưới . Trần Vũ cũng có mặt trong đội hình câu lạc bộ Quảng Nam – Đà Nẵng giành ngôi á quân quốc gia năm 1987.

## Sự nghiệp huấn luyện viên
Năm 1992, Trần Vũ kế nhiệm vị trí của huấn luyện viên kỳ cựu Vũ Văn Tư dẫn dắt đội bóng Quảng Nam - Đà Nẵng, trở thành huấn luyện viên người Đà Nẵng trẻ nhất dẫn dắt câu lạc bộ (37 tuổi) . Ngay ở mùa bóng này, ông đã đưa họ đoạt chức vô địch quốc gia đầu tiên. Với đội hình có nhiều cầu thủ tài năng, được coi là "thế hệ vàng" của bóng đá Đà Nẵng thời đó như Phan Thanh Hùng, Phan Công Thìn, Bùi Thông Tân, Trương Văn Lợi, Trần Minh Toàn..., đội bóng đã lên ngôi vô địch quốc gia năm 1992 sau khi thắng Công an Hải Phòng 2-0 ở trận chung kết. Năm sau (1993) đội bóng cũng gặt hái thành công khi vô địch Cúp quốc gia.
Mùa giải hạng nhất 2000-2001 Trần Vũ thay thế Trần Văn Phúc đã đưa đội bóng Đà Nẵng thăng hạng .
Năm 2003 Trần Vũ làm huấn luyện trưởng Đà Nẵng với thành tích chỉ kiếm được một điểm duy nhất trên sân khách trong cả mùa và xếp hạng 10/12 đội. Cuối mùa giải ông bị thay thế .
Năm 2006, Trần Vũ khi đó đang làm trợ lý của Đà Nẵng đã đảm nhiệm chức vụ huấn luyện viên trưởng, thay cho Lê Thụy Hải bị sa thải trước mùa bóng . Ông đã đưa họ đến chức vô địch lượt đi của V-League 2006. Đến vòng 19 Đà Nẵng vẫn dẫn đầu bảng và còn tham vọng đoạt cú ăn ba (cùng với Cúp Quốc gia và Đại hội thể dục thể thao toàn quốc) . Tuy nhiên trong 7 trận cuối cùng Đà Nẵng chỉ giành được 5 điểm và tụt xuống hạng 7 chung cuộc. Họ chỉ giành được chức vô địch Đại hội Thể dục Thể thao còn chỉ về nhì ở Cúp Quốc gia . Cũng trong năm này, Đà Nẵng còn phải nhận một kết quả đáng xấu hổ khi thua Gamba Osaka 0-15 trong khuôn khổ AFC Champions League 2006 . Cho đến nay đây là thất bại nặng nề nhất ở cấp độ câu lạc bộ của các đội bóng Việt Nam tại đấu trường châu lục . Sau mùa giải này, Phan Thanh Hùng thay Trần Vũ ở vị trí huấn luyện viên trưởng Đà Nẵng.
Trần Vũ thay thế Lê Văn Minh làm huấn luyện viên Quảng Nam  từ vòng sáu giải hạng nhất 2009 sau năm vòng đầu toàn thua và hòa . Trong mùa giải này, ở trận gặp Ninh Bình trên sân khách, cho rằng đội nhà bị xử ép quá đáng nên ông cùng trưởng đoàn bóng đá và cầu thủ có phản ứng thái quá, bỏ dở trận đấu. Ông bị cấm chỉ đạo đến hết giải . Kết thúc giải năm 2009 Quảng Nam ở vị trí cuối cùng trụ hạng. Đến vòng 15 Giải hạng nhất năm 2010 thì Trần Vũ rời ghế huấn luyện viên trưởng, chuyển sang làm giám đốc kỹ thuật của Quảng Nam . Mùa giải hạng nhất 2013, khi Trần Vũ giữ chức giám đốc kỹ thuật , Quảng Nam vô địch trước một vòng đấu và lần đầu tiên giành quyền thăng hạng chuyên nghiệp năm 2014.

## Thành tích

### Cầu thủ

#### Quảng Nam - Đà Nẵng
- Vô địch và vua phá lưới giải Trường Sơn: 1976
- Á quân quốc gia: 1987

### Huấn luyện viên

#### Quảng Nam - Đà Nẵng
- Vô địch quốc gia: 1992
- Cúp quốc gia: 1993

#### Đà Nẵng
- Đại hội Thể dục Thể thao: 2006

## Gia đình
Hai vợ chồng ông có bốn người con, tuy nhiên không có ai nối nghiệp của cha .